# جاكسون بويل
جاكسون بويل طفل امريكي ولد عام 2014 ومات عام 2020 ولد بعيب خلقي وذلك بفقدان 80% من دماغة عند الولادة رجح الأطباء على أنه لا يعيش أكثر من سنة واحدة.

## قبل الولادة
تم اكتشاف الحالة في 23 أسبوعًا من الحمل ونصح الأطباء والدا جاكسون على الإجهاض لكنهما اختارتا إعطاء جاكسون فرصة للحياة.